# らせつの花
『らせつの花』（らせつのはな）は、潮見知佳による日本の漫画作品。

## 概要
前作『ゆららの月』の続編であり、『別冊花とゆめ』（白泉社）にて2005年11月号から2010年7月号まで連載された。単行本は「花とゆめCOMICS」より全9巻。

## あらすじ
浄霊ロマンス第2弾。
強大な力を持つ悪霊に愛されてしまった少女・日向羅雪。「20歳の誕生日までに想い合う相手がいなかったらお前を連れて行く。」と言い残した悪霊に対抗するため、相棒の岩月九竜と日々悪霊退治をしながら恋人探しをしていた。そんなある日、図書館に勤める星野夜行が除霊依頼に訪れる。しかし、夜行はその霊能力の強さに目をつけた羅雪らにより強引に事務所に引き入れられてしまう。喧嘩を繰り返しつつ次第に羅雪と夜行は惹かれ合ってゆく。

## 登場人物

### 主要人物
日向羅雪（ひゅうが らせつ）
主人公。18歳。誕生日は11月2日。天川緋一郎事務所に所属する、強い霊能力を備えた少女。強大な悪霊に愛され、「20歳になった時点で想い合う相手がいなければ連れ去る」という呪いをかけられている。呪いを解くべく浄霊の傍ら恋人探しにも精を出すが、紆余曲折の末に夜行と愛し合うようになり悪霊に勝ち未来を手に入れる。前作の主人公・ゆららとは彼女の守護霊ゆららの妹の子孫同士であるため、遠縁に当たる。
悪霊に愛された印である花のようなアザが胸にあったが、悪霊を倒したので消えた。助かるための条件が悪霊の心を弱らせるための策略だったと夜行にバッサリと両断され、もしかしたらと期限が近づいて漸く気づいたのにと悔しがった。
甘い食べ物を除霊のエネルギー源とし、頻繁に大量のケーキを食べている。続編『ゆめの守人』にも電話番の雅に次いで2番目に登場。
星野夜行（ほしの やこう）
天川緋一郎事務所に所属する、水を操る霊能者。元々は勤務する図書館の心霊現象を解決して貰うべく依頼人として事務所を訪れたが、その類稀なる能力に目をつけた羅雪が九竜の言霊を使って図書館をクビにし、強引に引きずり込まれた。6年前（前作『ゆららの月』）で同級生ゆららの同名の守護霊ゆららに恋心を抱き想い続けていたが、彼女への想いに決別し羅雪と共に生きる決意をする。最終話で図書館の司書に復帰。
性格は一見クールだが、面倒見が良い。事務処理能力も優秀。物ぐさで動物霊を使って書物を運んで資料室を滅茶苦茶にする緋一郎を葵を巻き添えに秘技"畳返し"でお仕置きすることが多々ある。超鈍感で前作で同級生のゆららに恋したつもりだったが、彼女の先祖の姉である守護霊のゆららに恋していたことを終盤になるまで気づかなかった。今回の羅雪の場合でも彼女に心奪われるも暫くは気づかず、弟・大を使って呼び出した明に指摘されて初めて気づいた。続編にも登場する。
ゆらら
夜行の相思相愛の初恋の女性。戦国時代、討ち死にしても自らの敗北を認めようとせず戦い続けて悪霊と化した武者達の魔の手から村人と妹達を守って立ち向かい、神木の下に悪霊群を封印して絶命した。口の悪さと凶暴さとで怖れられて恋することなく生涯を閉じたが、400年後に生者の夜行を愛することが出来たのだった。前作『ゆららの月』で生き延びた妹の子孫である月輪ゆららが強力な霊能力を有しているのに上手く使いこなせない未来を彼女が生まれてすぐに悟り、罵声を浴びせつつ守護していた。もう一人の妹の子孫である羅雪の元に図書館の館長を操り、夜行を守り手の一人として導いた。悪霊が倒され羅雪が未来を手に入れた際、ふりではなく本当に浄化し夜行と別れて天界に去った。
岩月九竜（いわつき くりゅう）
天川緋一郎事務所に所属する、言霊を使う霊能者。強い霊能力の持ち主だが、普段は羅雪や夜行の助手的な役割に徹している。羅雪に想いを寄せている。天候すら左右するほどの力を有しているが、緋一郎と嫌がらせの対象である夜行を除き周囲には猫を被って隠している。羅雪との、夜行との初対面で彼らに悪霊の気配を気づかれたが、言霊で記憶を消し去り今日に至る。
人当たりは良いが、掴みどころのない性格をしている。実は、羅雪が襲われる前に悪霊との戦いで緋一郎を救おうとして敗れ死亡していた。真に愛することを夜行より教わった羅雪が勝利したため、敗れて獄界に霧散する悪霊を道連れに獄界に堕ちようとするが、400年前に家督相続の争いで殺された赤児が母親を救って貰うのと引き換えに"天界への道案内"という緋一郎の交換条件を実行して救われ、同じく緋一郎に呼ばれた妹サキに迎えられ無事に浄化した。
天川緋一郎（あまかわ ひいちろう）
悪霊祓い・除霊を請け負う天川緋一郎事務所の所長。高い霊視能力を備える。ものぐさな性格で、自宅か事務所に籠っていることが多い。羅雪に呪いをかけた悪霊と因縁がある。停電でエレベーターに閉じ込められた際、暑いのが嫌で悪霊を召喚して霊的に涼んだりもする。続編では、葵と共にメインキャラに。
空木葵（くぎ あおい）
天川緋一郎事務所のスタッフ。霊能力はないが、穏やかな人柄で羅雪達の支えとなっている。4人兄妹の長男で本来ならば長男という立場は家督相続の責務があるが、長男が家を継ぐと災厄に見舞われるという家系に生を受けたため、代々の長男と同様に中学卒業後に家を出て緋一郎の亡き父・光一郎と両親との約束に従って天川家にやって来た。

### その他
花巻（はなまき）
大が通う高校の教師。嘗て高校時代の夜行と明が在校生だった頃、同じクラスだった。
天道大（てんどう だい）
明の下の弟。軽薄に見える言動だが、死んだ恋人・瑞花を心から愛し最愛の人を失った悲しみに苛まれ無自覚に悪霊を呼び寄せ殺され掛けた。続編では事務所で力仕事（除霊）のバイトという形で羅雪の次に登場する。
天道明（てんどう めい）
夜行の友人で、火を操る霊能者。『ゆららの月』で主人公・月輪ゆらら（つきのわ - ）と相思相愛の恋仲になった。家族構成は父親と幽霊歴3年の母親と、下に正と大という弟がいる。家族全員、死んで幽霊と化した母親との同居に平然としている。中3の時の副担任のミキ先生に恋していたが、彼女が霊に引きずられて校舎の屋上から転落死したため、現世に留まっている霊を躊躇なくいたぶる。
エロ幽霊
姓名不詳の幽霊。前作でゆららの守護霊が好みだとアタックするも痴漢行為を働く不届き者ゆえに玉砕し、本作でも女子生徒を追いかけ回していた。しかし、羅雪に祓われてしまう。
虹村雅（にじむら みやび）
銀行に勤務するも或る特殊能力が原因で周囲に疎まれており、本作の最終話で羅雪ら天川緋一郎事務所のスタッフに保護された。続編では銀行を辞めて電話番として事務所に務めている。

## 書籍情報
- 潮見知佳 『らせつの花』 白泉社〈花とゆめコミックス〉
  1. 2006年5月19日発売、ISBN 4-592-18354-1
  2. 2006年12月18日発売、ISBN 4-592-18355-X
  3. 2007年6月19日発売、ISBN 978-4-592-18356-3
  4. 2008年3月19日発売、ISBN 978-4-592-18357-0
  5. 2008年9月19日発売、ISBN 978-4-592-18595-6
  6. 2009年3月19日発売、ISBN 978-4-592-18596-3
  7. 2009年10月19日発売、ISBN 978-4-592-18597-0
  8. 2010年3月19日発売、ISBN 978-4-592-18598-7
  9. 2010年9月17日発売、ISBN 978-4-592-18599-4